# Tudela de Duero
Tudela de Duero ist eine nordspanische Kleinstadt und eine Gemeinde (municipio) mit 8.786 Einwohnern (Stand: 2024) in der Provinz Valladolid in der autonomen Region Kastilien-León. 

## Geografie
Tudela de Duero liegt südöstlich von Valladolid und 15 km von Valladolid entfernt in der Comarca Ribera del Duero. Tudela ist bekannt als "die glückliche Träne des Duero" oder "die Oase von Kastilien", weil es ein Ort mit üppiger Vegetation ist. Die Gemeinde grenzt an: Renedo de Esgueva und Villabáñez im Norden; Aldeamayor de San Martín und La Parrilla im Süden; Traspinedo im Osten und an La Cistérniga im Westen.

## Bevölkerungsentwicklung
| 630 | 3 056 | 3 498 | 4 040 | 4 300 | 6 779 | 8 793 |

Der deutliche Bevölkerungsanstieg im 20. Jahrhundert ist im Wesentlichen auf die Zuwanderung aus den ländlichen Gebieten in der Umgebung zurückzuführen (Landflucht).

## Wirtschaft
De Hauptantriebskraft der Wirtschaft von Tudela ist die Landwirtschaft, insbesondere der Tudela-Spargel und der Weinanbau. Hier gibt es eine bedeutende Weinbautradition, in der es wichtige Bodegas gibt, die zwar nicht zur Herkunftsbezeichnung Ribera del Duero gehören, sich aber einen Ruf für ihre besondere Qualität erworben haben. Die industrielle Tätigkeit ist recht spärlich.